# یله‌گنبد
یله‌گنبد، روستایی از توابع بخش کوهین شهرستان قزوین در استان قزوین ایران است.

## جغرافیا
اين روستای کوهستانی از توابع بخش کوهین با مختصات جغرافيايي ۴۹ درجه و ۴۲ دقيقه طول شرقي و ۳۶ درجه و ۲۵ دقيقه عرض شمالي در فاصله۱۰ کيلومتري جاده قزوين –رشت و در غرب استان قزوین قراردارد. دو کوه ق‍َشَم بولاغی و قاطار قوزلوق روستای یله گنبد را احاطه کرده‌اند.

## تاریخ
قدمت یله‌گنبد دست‌کم به دوره سلجوقی باز می‌گردد و مکانهای قدیمی روستا در مناطقی موسوم به کهنه کَند و قارابولاق قابل مشاهده است.

## جمعیت
این روستا در دهستان ایلات قاقازان غربی قرار دارد و براساس سرشماری مرکز آمار ایران در سال ۱۳۸۵، جمعیت آن ۴۲۹ نفر (۱۰۵خانوار) بوده‌است. مردم روستای یله‌گنبد به ترکی آذربایجانی صحبت می‌کنند. براساس سرشماری سال ۱۳۷۵، روستای یله گنبد ۵۳۸ نفر جمعیت داشته است. جمعیت روستای یله گنبد در سال ۱۳۸۵، ۵۴۵ نفر گزارش شده است.
درآمد اکثر مردم این روستا از طریق فعالیت‌های زراعی، دامداری و باغداری تأمین می‌گردد. بخش کوچکی از  اراضی روستا، به كشت آبی اختصاص دارد و بقیه به‌صورت دیم كشت می‌شود.

## جاهای دیدنی
- بنای یله‌گنبد